# 竹内洋
竹内 洋（たけうち よう、1942年（昭和17年）1月8日 - ）は、日本の社会学者。京都大学・関西大学名誉教授。学位は博士（教育学）（京都大学）。専門は教育社会学。

## 略歴
東京府生まれ、佐渡島育ち。新潟県立両津高等学校を経て、京都大学教育学部卒業。安田生命保険（現・明治安田生命）でサラリーマン生活を経て、京都大学大学院教育学研究科博士後期課程単位取得満期退学。
関西大学助教授、同社会学部教授の後に京大へ戻り、京大教育学部・大学院教授、同研究科・学部長を歴任後、2005年（平成17年）に退官。名誉教授。
2005年（平成17年）4月に関西大学教授に再任し、2011年（平成23年）4月より関西大学人間健康学部・初代学部長、同教授。2012年（平成24年）3月、関西大学を定年退職し、関西大学東京センター長（関西大学東西学術研究所客員研究員を兼務）に着任。2021年3月末で同センター長を退任。
日本教育社会学会会長、読売新聞読書委員、中央教育審議会大学教育部会専門委員、日本学術振興会特別研究委員等審査委員会委員などを歴任。

## 受賞・栄典
- 日経・経済図書文化賞（第39回、1996年、受賞作：『日本のメリトクラシー』)
- 読売・吉野作造賞（第13回、2012年、受賞作：『革新幻想の戦後史』)
- 瑞宝中綬章（2020年）[6][7]

## 評価
耳塚寛明は、竹内著『学問の下流化』を「学界の諸先輩の中には何人かの巨人がいる。接するに、該博な知識、枯れることのない知的体力、専門領域を軽やかに越境する教養に圧倒される。著者もその一人」「著者には大河小説的専門書も多数」「原著以上の知的躍動」「すごい」と評している。

## 著作

### 単著
- 『日本人の出世観』学文社〈現代選書〉、1978年1月。
- 『競争の社会学 学歴と昇進』世界思想社〈Sekaishiso seminar〉、1981年9月。ISBN 4-7907-0208-1。
- 『複眼サラリーマン学』東洋経済新報社〈東経選書〉、1985年5月。ISBN 4-492-22068-2。
- 『選抜社会 試験・昇進をめぐる〈加熱〉と〈冷却〉』リクルート出版、1988年1月。ISBN 4-88991-095-6。
- 『立志・苦学・出世 受験生の社会史』講談社〈講談社現代新書〉、1991年2月。
  - 『立志・苦学・出世 受験生の社会史』講談社学術文庫、2015年9月。ISBN 4-06-292318-1。
- 『パブリック・スクール 英国式受験とエリート』講談社現代新書、1993年2月。ISBN 4-06-149134-2。
- 『日本のメリトクラシー 構造と心性』東京大学出版会、1995年7月。増補版2016年12月。ISBN 4-13-051141-6
- 『立身出世主義 近代日本のロマンと欲望』日本放送出版協会〈NHKライブラリー〉、1997年11月。ISBN 4-14-084064-1。
  - 『立身出世主義 近代日本のロマンと欲望 増補版』世界思想社、2005年3月。ISBN 4-7907-1114-5。
- 『学歴貴族の栄光と挫折』伊藤隆ほか編集委員、中央公論新社〈日本の近代12〉、1999年4月。ISBN 4-12-490112-7。
  - 『学歴貴族の栄光と挫折』講談社学術文庫、2011年2月。ISBN 4-06-292036-0。
- 『大衆モダニズムの夢の跡 彷徨する「教養」と大学』新曜社、2001年5月。ISBN 4-7885-0756-0。
- 『大学という病 東大紛擾と教授群像』中央公論新社〈中公叢書〉、2001年10月。ISBN 4-12-003186-1。
  - 『大学という病 東大紛擾と教授群像』中公文庫、2007年7月。ISBN 978-4-12-204887-4。
- 『教養主義の没落 変わりゆくエリート学生文化』中央公論新社〈中公新書〉、2003年7月。ISBN 4-12-101704-8。
- 『丸山眞男の時代 大学・知識人・ジャーナリズム』中公新書、2005年11月。ISBN 4-12-101820-6。
- 『社会学の名著30』筑摩書房〈ちくま新書〉、2008年4月。ISBN 978-4-480-06419-6。
- 『学問の下流化』中央公論新社、2008年10月。ISBN 978-4-12-003983-6。
- 『大学の下流化』NTT出版、2011年4月。ISBN 978-4-7571-4269-5。
- 『学校と社会の現代史』左右社〈放送大学叢書 016〉、2011年9月。ISBN 978-4-903500-64-5。
- 『革新幻想の戦後史』中央公論新社、2011年10月。ISBN 978-4-12-004300-0。
  - 『革新幻想の戦後史』中公文庫（上・下）、2015年9月。
- 『メディアと知識人 清水幾太郎の覇権と忘却』中央公論新社、2012年7月。ISBN 978-4-12-004405-2。
  - 『清水幾太郎の覇権と忘却 メディアと知識人』中公文庫、2018年2月。
- 『大衆の幻像』中央公論新社、2014年7月。ISBN 978-4-12-004619-3。
- 『教養派知識人の運命 阿部次郎とその時代』筑摩書房〈筑摩選書〉、2018年9月。

### 編著
- 『卒業生からみた京都大学の教育 教育・職業・文化』広島大学大学教育研究センター〈高等教育研究叢書 34〉、1995年3月。ISBN 4-938664-34-8。
- 『日本の教育と産業界』竹内洋 述、関西経済研究センター〈関西経済研究センター資料 98-5 大変革期の日本 2〉、1998年4月。
- 『学校システム論 子ども・学校・社会』放送大学教育振興会〈放送大学大学院教材 2002〉、2002年3月。ISBN 4-595-13346-4。
  - 『学校システム論』（改訂版）放送大学教育振興会〈放送大学大学院教材 2007〉、2007年4月。ISBN 978-4-595-13510-1。
- 村上一郎『岩波茂雄と出版文化 近代日本の教養主義』講談社、2013年12月。ISBN 978-4-06-292208-1。- 解説担当

### 共編著
- 中農晶三共 編『転換期の文化 日本近代化のひずみ』創元社、1979年4月。
- 柴野昌山、菊池城司共 編『教育社会学』有斐閣〈有斐閣ブックス〉、1992年11月。ISBN 4-641-08515-3。
- 徳岡秀雄共 編『教育現象の社会学』世界思想社〈Sekaishiso seminar〉、1995年3月。ISBN 4-7907-0545-5。
- 中公新書ラクレ編集部 共 編『論争・東大崩壊』中公新書ラクレ、2001年10月。ISBN 4-12-150021-0。
- 稲垣恭子共 編『不良・ヒーロー・左傾 教育と逸脱の社会学』人文書院、2002年4月。ISBN 4-409-24066-8。
- 『蓑田胸喜全集』全7巻、柏書房、2004年。復刻・解説
- 佐藤卓己 編『日本主義的教養の時代 大学批判の古層』柏書房〈パルマケイア叢書 21〉、2006年2月。ISBN 4-7601-2863-8。
- アキ・ロバーツとの共著『アメリカの大学の裏側 「世界最高水準」は危機にあるのか？』朝日新聞出版〈朝日新書〉、2017年1月。
- 佐藤優との共著『大学の問題 問題の大学』時事通信社、2019年10月。

監修
- 杉本, 厚夫、西山, 哲郎、森下, 伸也 ほか 編『現代人にとって健康とはなにか からだ、こころ、くらしを豊かに』竹内洋 監修、書肆クラルテ（出版）、朱鷺書房（発売）、2011年4月。ISBN 978-4-88602-642-2。

### 訳書
- G・ウォルフォード 著、海部優子 共 訳『パブリック・スクールの社会学 英国エリート教育の内幕』世界思想社、1996年12月。ISBN 4-7907-0626-5。 - 原タイトル：Life in public schools.
- タキエ・スギヤマ・リブラ 著、海部優子・井上義和 共 訳『近代日本の上流階級 華族のエスノグラフィー』世界思想社、2000年8月。ISBN 4-7907-0822-5。 - 原タイトル：Above the Clouds: Status Culture of the Modern Japanese Nobility.
- マイルズ・フレッチャー 著、井上義和 共 訳『知識人とファシズム 近衛新体制と昭和研究会』柏書房、2011年4月。ISBN 978-4-7601-3686-5。 - 原タイトル：The search for a new order.